# هایکادزور
هایکادزور (به ارمنی: Հայկաձոր) یک روستا در ارمنستان است که در استان شیراک واقع شده‌است. هایکادزور در ۳۷ کیلومتری جنوب غرب گیومری، مرکز استان شیراک واقع شده‌است.

## خصوصیات
هایکادزور ۴۷۴ نفر جمعیت دارد و در ارتفاع ۱۴۵۰ متر بالاتر از سطح دریا قرار گرفته‌است.
| سال   | ۱۸۳۱ | ۱۸۹۷ | ۱۹۲۶ | ۱۹۳۹ | ۱۹۵۹ | ۱۹۷۰ | ۱۹۷۹ | ۲۰۰۴ |
| جمعیت | ۱۵۲  | ۱۰۵۲ | ۸۴۰  | ۸۵۶  | ۵۹۶  | ۴۸۳  | ۴۱۳  | ۵۱۷  |